# Ditrichophora calceata
Ditrichophora calceata är en tvåvingeart som först beskrevs av Johann Wilhelm Meigen 1830.  Ditrichophora calceata ingår i släktet Ditrichophora och familjen vattenflugor. Arten är reproducerande i Sverige. Inga underarter finns listade i Catalogue of Life.